# Йыги, Андрей
Андрей Йыги (эст. Andrei Jõgi; род. 2 октября 1982, Кохтла-Ярве, СССР) — эстонский футболист, нападающий.

## Карьера
Первым клубом футболиста была йыхвиская команда «Пылевкиви», в её составе он сыграл 2 матча в высшей лиге Эстонии в 1999 году. Затем более десяти лет играл за клубы низших дивизионов. В 2010 и 2011 году выступал за две команды из Кохтла-Ярве — «Айрон» и «Алко». С 2011 по 2012 год Йыги играл за футбольный клуб «Лоотус».
В 2013 году выступал в высшей лиге Эстонии за клуб «Нарва-Транс». В этом же году параллельно выступал за другую эстонскую команду «Локомотив (Йыхви)», а в 2014 году стал играть только за йыхвиский клуб в Премиум лиге страны. С 29-30 декабря в составе футбольного клуба «Нарва-Транс» принимал участие в зимнем турнире Эстонского футбольного союза, а весной уже был в основном составе команды. Однако, он также продолжил играть за йыхвиский «Локомотив». В 2016 году также был в заявке «Транса», но на поле не выходил.